# Glacier Vivaldi
Le glacier Vivaldi est un glacier situé entre les monts Colbert (en) et les contreforts Lully (en), s'épanchant vers le sud depuis le névé Purcell (en) vers l'anse Schubert, sur la côte ouest de l'île Alexandre-Ier, en Antarctique.
Il est cartographié par en 1960 D. Searle du Falkland Islands Dependencies Survey d'après des photographies aériennes prises pendant l'expédition Ronne (1947–48).
Il est d'abord nommé Vivaldi Gap par l'UK Antarctic Place-Names Committee d'après le compositeur italien Antonio Vivaldi. Il est renommé glacier Vivaldi après études de photos du programme Landsat en 1979.